# Franz Xaver Geisenhofer
Franz Xaver Geisenhofer (* 30. August 1914 in Herschenhofen; † 4. August 2000) war ein deutscher Politiker (CSU).

## Leben und Beruf
Nach dem Besuch der Volksschule war Geisenhofer zunächst als Arbeiter tätig. Er leistete 1935/36 Wehrdienst an einer Sanitätsschule und war anschließend Berufssoldat. Seit 1939 nahm er als Sanitäter am Zweiten Weltkrieg teil und geriet zuletzt in Gefangenschaft, aus der er 1945 entlassen wurde.
Nach seiner Rückkehr aus der Kriegsgefangenschaft war Geisenhofer von 1945 bis 1967 als Angestellter beim Bayerischen Roten Kreuz (BRK) beschäftigt. Er studierte Ende der 1940er Jahre für ein Semester an der Wirtschafts- und Verwaltungsakademie und bestand 1950 die staatliche Kurzschriftlehrerprüfung. Seit 1964 war er als Referent und Abteilungsleiter des Landesnachforschungsdienstes beim BRK-Präsidium tätig. 1968 wurde er zum Zweiten Vizepräsidenten der Deutschen UNESCO-Kommission gewählt.

## Partei
Geisenhofer trat 1953 in die CSU ein, war Vorsitzender eines CSU-Bezirks und wurde später in den CSU-Landesvorstand gewählt. Daneben engagierte er sich als stellvertretender Landesobmann in der Christlich-Sozialen Arbeitnehmerunion (CSA).

## Abgeordneter
Geisenhofer gehörte dem Deutschen Bundestag vom 3. Mai 1967, als er für die verstorbene Abgeordnete Maria Probst nachrückte, bis 1980 an. Er war stets über die Landesliste Bayern ins Parlament eingezogen. Von Januar bis November 1980 war er stellvertretender Vorsitzender des Bundestagsausschusses für Jugend, Familie und Gesundheit.

## Ehrungen
- 1969: Bundesverdienstkreuz
- 1971: Rotkreuzauszeichnung
- 1973: Verdienstkreuz 1. Klasse der Bundesrepublik Deutschland
- 1980: Großes Verdienstkreuz der Bundesrepublik Deutschland